# それからの武蔵
『それからの武蔵』（それからのむさし）は、小山勝清の歴史小説。「波浪編」・「山雨編」・「江戸編」・「島原編」・「熊本編」・「天命編」の全6巻で構成されている。なお小山勝清には『随筆・それからの武蔵』（島津書房、1991年）がある。

## ストーリー
巌流島の決闘後から晩年をすごした熊本までの生涯を描いた小説。江戸や島原の乱でのエピソードを描く。
恋い慕う女達を寄せ付けず、修行一筋、悟りの道へと邁進する宮本武蔵。その陰には女達の悲運があった。

## 映画
1956年、東映映画『剣豪二刀流』として映画化。監督、松田定次。
- 宮本武蔵：片岡千恵蔵
- お孝：長谷川裕見子
- 悠子（悠姫）：高千穂ひづる
- 佐々木小次郎：東千代之介[1]

## テレビドラマ
それからの武蔵
1964年から1965年まで毎日放送で連続ドラマとして放映。主演・月形龍之介。
それからの武蔵
1981年1月2日、東京12チャンネル（現・テレビ東京）「12時間超ワイドドラマ」で単発ドラマ（スペシャルドラマ）として放映。主演・萬屋錦之介。
徳川剣豪伝 それからの武蔵
1996年1月2日、テレビ東京で単発ドラマ（スペシャルドラマ）として放映。主演・北大路欣也。